# Rhegion (Tracia)
Rhegion, chiamata anche Rhagion o Rhegium, (in greco antico: Ῥήγιον?) era una città (talvolta descritta come un complesso militare) dell'antica Tracia, abitata in epoca bizantina.
Il suo sito si trova vicino a Küçükçekmece, nella Turchia europea. Sulla sponda opposta del lago di Küçükçekmece si trovano le rovine di Bathonea.
Cyril Mango e John Matthews hanno concluso in studi del 2002 e del 2012 che la città, situata a dodici miglia romane dalla cinta muraria principale di Costantinopoli, era la XIV regio della città, con il ponte su pali di legno che attraversava la laguna costiera tra Regium e il centro della città.